# Národní noviny
Národní noviny (vycházející od 5. dubna 1848 do 19. ledna 1850) založené hrabětem Vojtěchem Deymem byly první česky psaný vlastenecký deník. Později ho vlastnil a řídil Karel Havlíček Borovský.
Havlíček Národní noviny řídil poté, co opustil vedoucí pozici v Pražských novinách. Ty po Havlíčkově odchodu vedl a radikalizoval Karel Sabina.
Národní noviny se staly tribunou Havlíčkových politických názorů, platformou pro kritiku centrální vlády Rakouska a hájení českých národních zájmů v rámci monarchie během revolučních událostí let 1848 a 1849 a těsně po nich. Havlíček zde uplatňoval své schopnosti logické a přesné argumentace, sžíravé satiry, jazykového umění a vytrvalosti. Ve své době šlo o populární (v březnu 1849 dosáhl nákladu až 2 400 kusů) a vlivné médium. Od 7. ledna 1849 vycházela v Národních novinách také satiricky laděná čtyřstránková příloha Šotek s karikaturami Soběslava Pinkase.
Ve dnech 11.–25. června 1849 bylo vydávání Národních novin úředně pozastaveno, a protože Havlíček v kritice režimu nepolevil, 19. ledna 1850 bylo jejich vydávání zakázáno definitivně. Podnětem zákazu se stal článek Františka Palackého s názvem O centralizaci a národní rovnoprávnosti v Rakousku. (Poslední číslo vyšlo 18. ledna 1850.)
Karel Havlíček pak své vydavatelské aktivity přesunul z Prahy do Kutné Hory, kde od května 1850 do srpna 1851 vydával časopis Slovan. Ten vycházel 2× až 3× týdně v nákladu 2 000 kusů a měl okolo 32 stran. 